# Richard Patrick

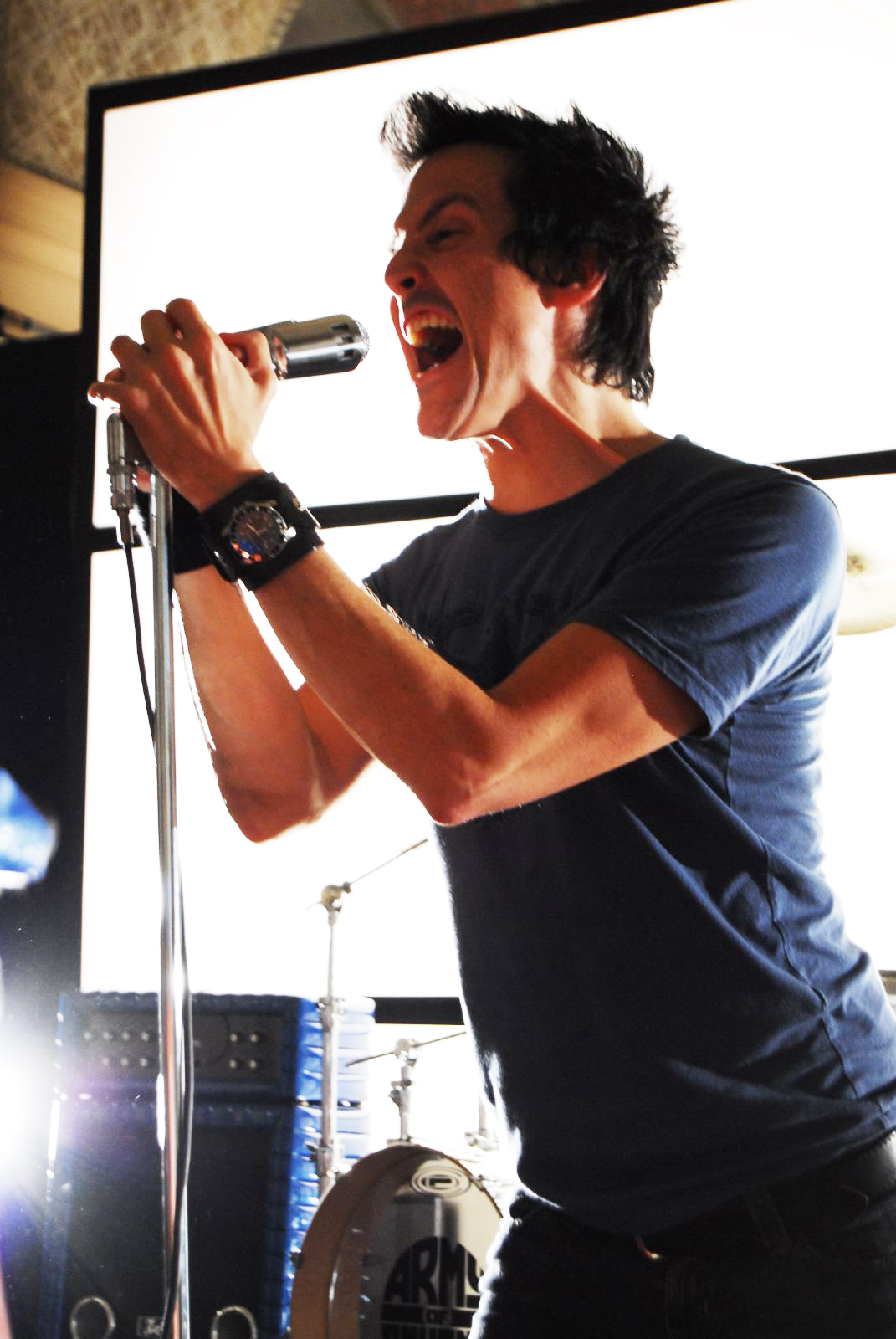
Richard Patrick (2006)

Richard Patrick (* 10. Mai 1968 in Bay Village, Ohio) ist ein US-amerikanischer Sänger und Mitglied der Band Filter und war bis 1992 Gitarrist bei Nine Inch Nails. Er ist der jüngere Bruder des Schauspielers Robert Patrick.

## Werdegang
Richard Patrick wurde, zusammen mit seiner Zwillingsschwester Cheri, am 10. Mai 1968 geboren. Seit dem neunten Lebensjahr spielt Patrick Gitarre und gibt U2 und The Cure als seine Haupteinflüsse an. Er besuchte die Bay High School in Bay Village, Ohio und errang 1987 seinen Schulabschluss. Zur Hate 1990-Tour war er Gitarrist bei Nine Inch Nails. 1992 stieg er aus und bildete zusammen mit einem anderen Ex-Mitglied der Band, Brian Liesegang, die Gruppe Filter, die bisher sieben Alben veröffentlicht hat. Mit Hey Man, Nice Shot vom Album Short Bus und One (Is The Loneliest Number) vom Soundtrack zu Akte X – Der Film hatten sie ihre größten Erfolge. Ihre Single „Fades Like A Photograph“ ist im Film 2012 zu hören.
Im Jahr 2003 war er für einen Song als Sänger des Projektes The Damning Well, dem auch Wes Borland und Danny Lohner angehörten, auf dem Soundtrack zu Underworld zu hören.
Während der Aufnahmen zum vierten Album von Filter im Jahr 2005 entstand aus der Zusammenarbeit mit den DeLeo-Brüdern, ehemaligen Mitgliedern der Stone Temple Pilots, die Idee eine neue Band namens Army of Anyone zu gründen.